# Joseph Berryer
Burggraaf Joseph (Joë) Marie Clément Guillaume Berryer (Luik, 9 maart 1897 - Knokke, 1 september 1978) was een Belgisch diplomaat.

## Kongo, Wenen, Rome
Joseph Berryer, telg uit het geslacht Berryer, was een van de vijf kinderen van de katholieke minister en senator Paul Berryer (1868-1936) en van Géraldine Dallemagne (1873-1957).
Hij liep school in het jezuïetencollege van Luik. In 1914-1918 diende hij als officier in Belgisch-Kongo. Daarna studeerde hij politieke wetenschappen. Hij ging bij de dienst buitenlandse zaken en werkte als attaché in Wenen en Rome.

## Tokio
In 1922 werd hij secretaris bij de Belgische ambassade in Tokio. Daar huwde hij in 1925 met jkvr. Ghislaine de Bassompierre (1904-1978), de dochter van de Belgische ambassadeur, baron Albert de Bassompierre. Ze kregen een dochter en drie zoons.

## Madrid in burgeroorlog
Op 15 september 1934 werd hij consul in Madrid. Op 8 augustus 1936, bij het begin van de Spaanse Burgeroorlog, vertrok de Belgische ambassadeur Robert Everts van Madrid naar Saint-Jean-de-Luz. Berryer bleef in Madrid en raadde de Belgische regering aan om de Bando nacional te erkennen. Hij verborg in de ambassade mensen die de communisten met de dood bedreigd hadden zoals de aartsbisschop van Madrid en de bankier Luis Urquijo, markies van Bolarque. Hij hielp mensen door de frontlinies te ontsnappen naar Valencia. Op 29 december 1936 werd Jacques de Borchgrave, zoon van de diplomaat Roger de Borchgrave, doodgeschoten door de republikeinen in een gracht naast de weg op 5 km van Fuencarral. Berryer verklaarde dat Jacques de Borchgrave attaché was en eiste van Francisco Largo Caballero opheldering en schadevergoeding. Het republikeinse Spanje weigerde Borchgrave te erkennen als lid van het diplomatiek personeel.

## Berlijn
Op 28 juli 1937 werd Joseph Berryer naar de Belgische ambassade in Berlijn gezonden. Hij bleef er tot bij het begin van de Tweede Wereldoorlog in mei 1940.

## Go-between
Na de Belgische capitulatie bevond Berryer zich in de omgeving van de Belgische regering in Poitiers, vervolgens in Vichy en in Sauveterre-de-Guyenne. Hij werd begin juni 1940 naar Bern gezonden om er gesprekken te voeren met de kabinetschef van koning Leopold III, Louis Fredericq. Hij maakte hierover een omstandig verslag, dat beantwoordde aan zijn bedoelingen (en wellicht ook aan die van Fredericq) om de verzoening tussen de koning en zijn regering te bevorderen. Pas na enkele maanden bleek dat hij de zaken te rooskleurig had voorgesteld, door te schrijven dat de koning moreel achter de Belgische regering stond. Daar was niets van, mopperde de koning, toen hij het verslag onder ogen kreeg. Ook Fredericq moest de inhoud van het verslag Berryer tegenspreken. Het belet niet dat dit verslag invloed had. Op korte termijn sterkte het de Belgische regeringsleden in hun voornemen om met de geallieerden verder te strijden. Op langere termijn zou het rapport worden aangevoerd in de koningskwestie (onder meer door Jacques Pirenne) om aan te tonen dat de koning al van heel vroeg het verderzetten van de strijd gunstig gezind was.
Begin juli 1940 werd Berryer door de regering met een nieuwe zending belast. Hij reisde af naar Brussel en nam er contact met het kabinet van de koning. Hij had twee gesprekken met de koning zelf. Daar moest hij wel vernemen dat er geen sprake van was het contact tussen de koning en de regering te herstellen en moest hij aan de regering laten weten dat de bruggen compleet opgeblazen waren. De koning en zijn kabinet achtten de regering onbestaande en wilden zelfs niet horen van een opdracht voor de regering om de Belgen in Frankrijk naar België te repatriëren. Daar zou het Rode Kruis zich wel mee gelasten, zo oordeelden ze.
Na het vertrek van de belangrijkste regeringsleden naar Londen, kwam Berryer weer naar België. Hij sloot zich aan bij de kleine groep diplomaten die, onder de leiding van Pierre van Zuylen en Jacques Davignon, het behoud in Brussel van een departement Buitenlandse Zaken bepleitten bij de bezetter. Berryer onderhandelde hierover met Werner von Bargen, de diplomatieke assistent van Alexander von Falkenhausen. Een goedkeuring van het voorstel zou kunnen leiden hebben tot een onvermijdelijke collaboratie met de Duitsers. Gelukkig voor de Belgische diplomaten in kwestie, werd hun voorstel afgewezen, het departement Buitenlandse Zaken opgeheven en het departement Buitenlandse Handel bij Economische Zaken gevoegd.

## Luxemburg en Vaticaan
In tegenstelling tot anderen van zijn collega's die in België waren gebleven tijdens de oorlog of het vertrouwen van de Belgische regering in Londen hadden verloren (Pierre van Zuylen, Robert Capelle, Louis M. Alexandre d'Ursel, Jacques Davignon en anderen), werd Berryer niet op non-actief gesteld, maar kon hij zijn loopbaan als diplomaat verder zetten.
Van 1945 tot 1953 was hij ambassadeur in Luxemburg. en van 1953 tot 1957 bij het Vaticaan.

## Terug naar Madrid
Van 4 april 1957 tot in 1964 keerde hij naar Madrid terug, ditmaal als ambassadeur. Hij was betrokken bij de voorbereidingen van het huwelijk van koning Boudewijn met Fabiola de Mora y Aragón, alsook bij de onderhandelingen voor het verlenen van asiel aan Moïse Tsjombe in Spanje.